# Шишигін Андрій Олександрович
Андрій Олександрович Шишигін (нар. 13 грудня 1994, Чернівці, Україна) — український футболіст, півзахисник.

## Життєпис

### Клубна кар'єра
Вихованець футбольної школи «Буковини» (Чернівці). У чемпіонаті України (ДЮФЛ) виступав за чернівецьку «Буковину». Виступав за аматорські команди «Буковина-2» (Чернівці), «Покуття—Євромодуль» (Снятин), «Маяк» (Великий Кучурів), «Підгір'я» (Сторожинець) та «Чагор—Молодія».
У 2015 році підписав контракт з рідною чернівецькою «Буковиною», де виступав під номером 14, який згодом змінив на 7. Дебютував у першій українській лізі 6 серпня 2016 року в матчі проти ковалівського «Колоса». 15 липня 2017 року відзначився першим голом у професіональній кар'єрі.
У червні 2018 року перебував на перегляді у криворізькому «Гірнику», а згодом опинився на оглядинах у житомирському «Поліссі». 5 липня за обопільною згодою сторін розірвав контракт з чернівецьким клубом, а через тиждень потому уклав трудові відносини з житомирським клубом.
Дебютував за «Полісся» 18 липня в матчі кубка України проти аматорського клубу «ЛНЗ-Лебедин», а 16 вересня в матчі чемпіонату другої ліги України проти тернопільської «Ниви» відзначився дебютним голом. У кінці листопада залишив житомирську команду.
На початку січня 2019 року повернувся в рідний клуб, а 15 травня того ж року Андрій провів 50-й офіційний матч у «футболці» чернівецької «Буковини». На початку лютого 2020 року залишив склад рідної команди.
Згодом став гравцем аматорського клубу УСК «Довбуш» (Чернівці), де головним тренером був добре йому знайомий (за час виступів в «Буковині») Віталій Куниця. Під його керівництвом упродовж 2-х років здобув всі внутрішні титули області та активно виступав у чемпіонаті України серед аматорів. Улітку 2022 року знову став гравцем «Буковини», проте вже в зимове міжсезоння покинув команду.
Весною 2023 року був гравцем ФК «Фазенда» (Чернівці), а в середині літа того ж року приєднався до команди «Дністер» (Заліщики), яка є учасником вищої ліги чемпіонату Тернопільської області та із сезону 2024/25 виступає в аматорському чемпіонаті України.

#### Цікаві факти
- Включений у збірну 15-го туру Першої ліги 2016/17 за версією Sportarena.com — позиція лівий захисник[13].
- Включений у збірну 6-го туру Другої ліги 2017/18 за версією Sportarena.com — позиція центральний півзахисник[14].

### У збірній
У середині січня 2018 року отримав виклик у національну студентську збірну України. Дебютував 16 числа того ж місяця на щорічному зимовому турнірі пам'яті (Меморіалі) Олега Макарова.

## Статистика
| Період    | Клуб                | Матчі (голи) | Матчі (голи) | Матчі (голи) | Матчі (голи) |   |        |
| Період    | Клуб                | Чемпіонат    | Чемпіонат    | Кубок        | Всього       |   |        |
| Період    | Клуб                | 1 ліга       | 2 ліга       | Кубок        | Всього       |   |        |
| --------- | ------------------- | ------------ | ------------ | ------------ | ------------ | - | ------ |
| 2015—2018 | Буковина (Чернівці) | 14 (0)       | 28 (4)       | Кубок        | Всього       | — | 42 (4) |
| 2018      | Полісся (Житомир)   | —            | 10 (1)       | 1 (0)        | 11 (1)       |   |        |
| 2019—2022 | Буковина (Чернівці) | 9 (0)        | 28 (0)       | 3 (1)        | 40 (1)       |   |        |
| 2015—2022 | Всього за кар'єру   | 23 (0)       | 66 (5)       | 4 (1)        | 93 (6)       |   |        |

## Досягнення
Аматорський рівень
- Чемпіон України (1): 2024/25
- Чемпіон Чернівецької області (3): 2020, 2021, 2023
- Володар Кубка Чернівецької області (1): 2021
- Володар Суперкубка Чернівецької області (1): 2021
- Срібний призер чемпіонату Тернопільської області (1): 2024

## Освіта
Навчається в Чернівецькому національному університеті ім. Юрія Федьковича, для отримання ступеня магістра Андрій обрав інститут фізико-технічних та комп'ютерних наук.